# Giurgiu (distrikt)
Giurgiu er et distrikt i Muntenien i Rumænien med 297.859 (2002) indbyggere. Hovedstad er byen Giurgiu.

## Byer
- Giurgiu
- Bolintin-Vale
- Mihăileşti
- Dealu

## Kommuner
| - Adunaţii-Copăceni - Băneasa - Bolintin-Deal - Bucşani - Bulbucata - Buturugeni - Călugăreni - Clejani - Colibaşi | - Comana - Cosoba - Crevedia Mare - Daia - Floreşti-Stoeneşti - Frăteşti - Găiseni - Găujani - Ghimpaţi | - Gogoşari - Gostinari - Gostinu - Grădinari - Greaca - Herăşti - Hotarele - Iepureşti - Izvoarele | - Joiţa - Letca Nouă - Malu - Mârşa - Mihai Bravu - Ogrezeni - Oinacu - Prundu - Putineiu | - Răsuceni - Roata de Jos - Săbăreni - Schitu - Singureni - Slobozia - Stăneşti - Stoeneşti - Toporu | - Ulmi - Valea Dragului - Vânătorii Mici - Vărăşti - Vedea |

## Demografi
44°10′N 25°54′Ø / 44.16°N 25.9°Ø